# 虎柏神社
虎柏神社（とらかしわじんじゃ）は、東京都青梅市根ヶ布にある神社である。旧称、諏訪神社。古社で、『延喜式神名帳』には武蔵国多摩郡八座の一座に数えられている。

## 祭神
- 正殿（虎柏神社）
  - 大歳御祖神（おおとしみおやのかみ）
  - 惶根神（かしこねのかみ）
- 東相殿（諏訪上下神社）
  - 建御名方命（たけみなかたのみこと）
  - 八坂刀売命（やさかとめのみこと）
- 西相殿（八雲神社）
  - 素盞嗚尊（すさのおのみこと）
  - 事代主命（ことしろぬしのみこと）

## 歴史

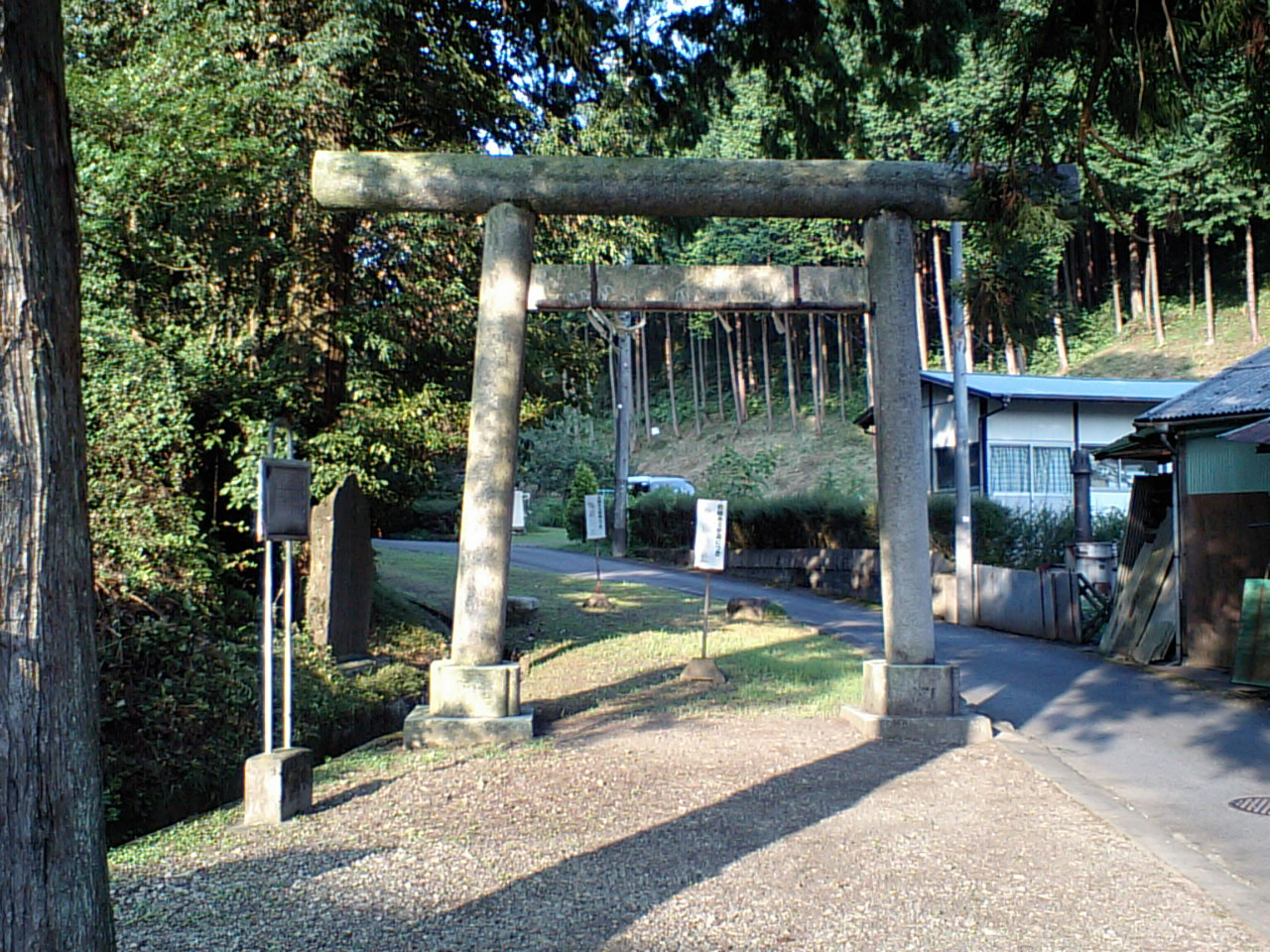
鳥居

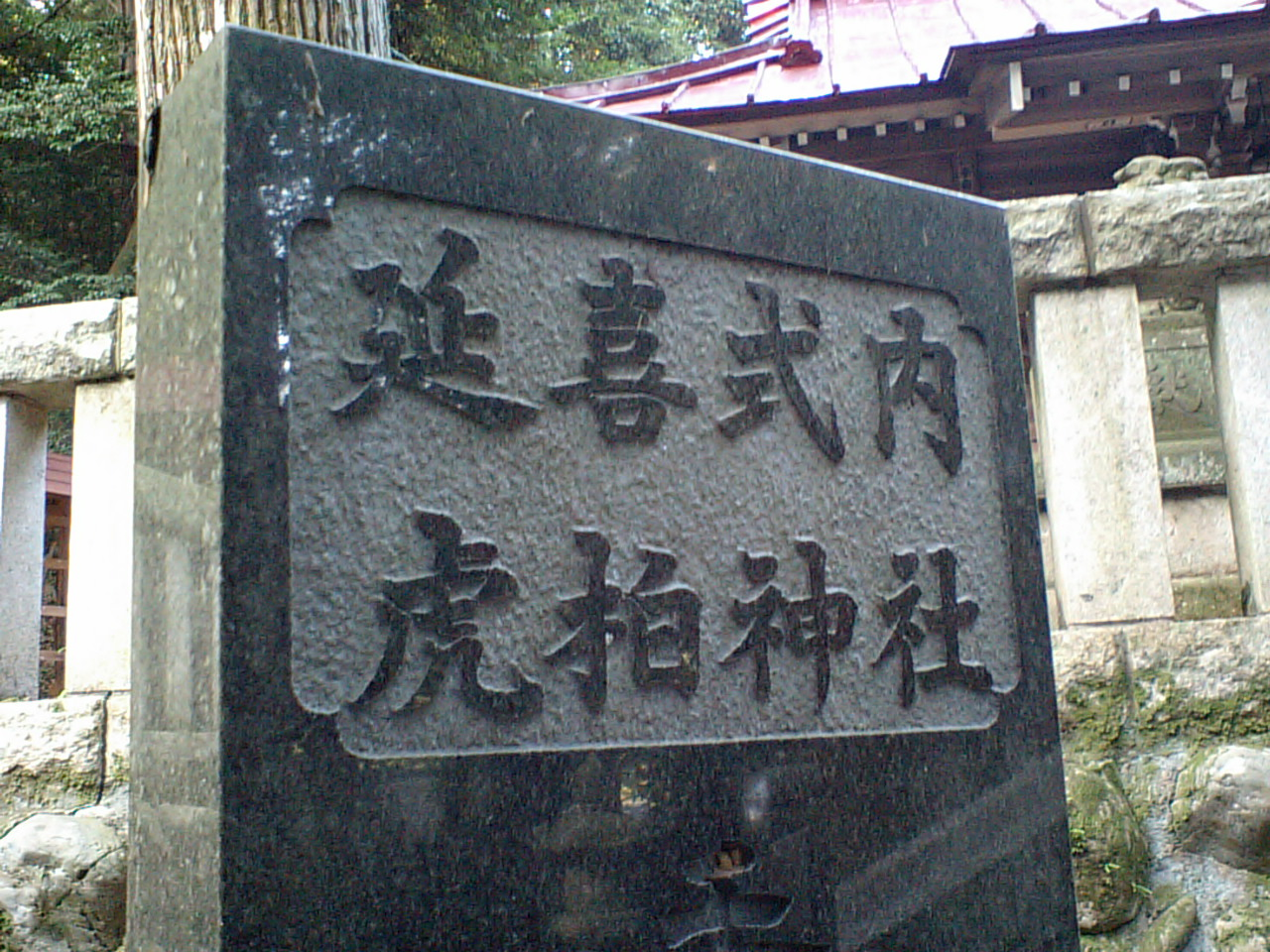
銘板

創建時期は不詳であるが崇神天皇の御代に神戸を寄進されたと伝えられ、いわゆる延喜式内社に比定される古社である。
天慶3年（940年）に六孫王・源経基が諏訪大社より諏訪上下神を勧請し、永正年間（1504年 - 1521年）勝沼城主、三田氏宗により再興されたと伝えられ、享保12年（1727年）の「武蔵国多摩郡小曽木郷惣社縁起」には、天正16年（1588年）浅野長政が除疫神（牛頭天王）を勧請したと伝えられている。これが八雲神社である。天正18年（1590年）には正殿に諏訪上下神、東の相殿に虎柏神、西の相殿に除疫神を定め、小曽木郷の総社を号したと記されており、江戸時代は諏訪明神、諏訪宮と称し、今でもお諏訪様と通称される。最寄りバス停の名称は現在でも「諏訪神社」である。
天正19年（1591年）には徳川氏より、朱印地三石を下賜され、朱印高は幕末まで変わることはなかった。明治3年（1870年）、それまで脇殿に祀られていた虎柏神を正殿に遷し、諏訪上下神を東の相殿として、虎柏神社の旧称に復した。明治6年（1873年）郷社に列する。
現在の本殿は享保19年（1734年）の再建で、三間社切妻造だが、覆殿の中にあって外から見ることはできない。末社の高峯神社と稲荷神社は諏訪神と同じく源経基が勧請したものであり、稲荷神社は、もとは西の相殿に祀られていたという。本殿や江戸時代以降に寄進された石造物及び古木の境内林などは、江戸・明治期の旧態を留めて宗教的神秘性を有する独特な空間を形成している。
『延喜式神名帳』に虎柏神社があり、論社に調布市の虎狛（こはく）神社があるが、これは狛の字を柏に写し間違えたのだとも言われている。虎柏神社では銘板を設置するなどして、式内社であることの宣揚に努めている。

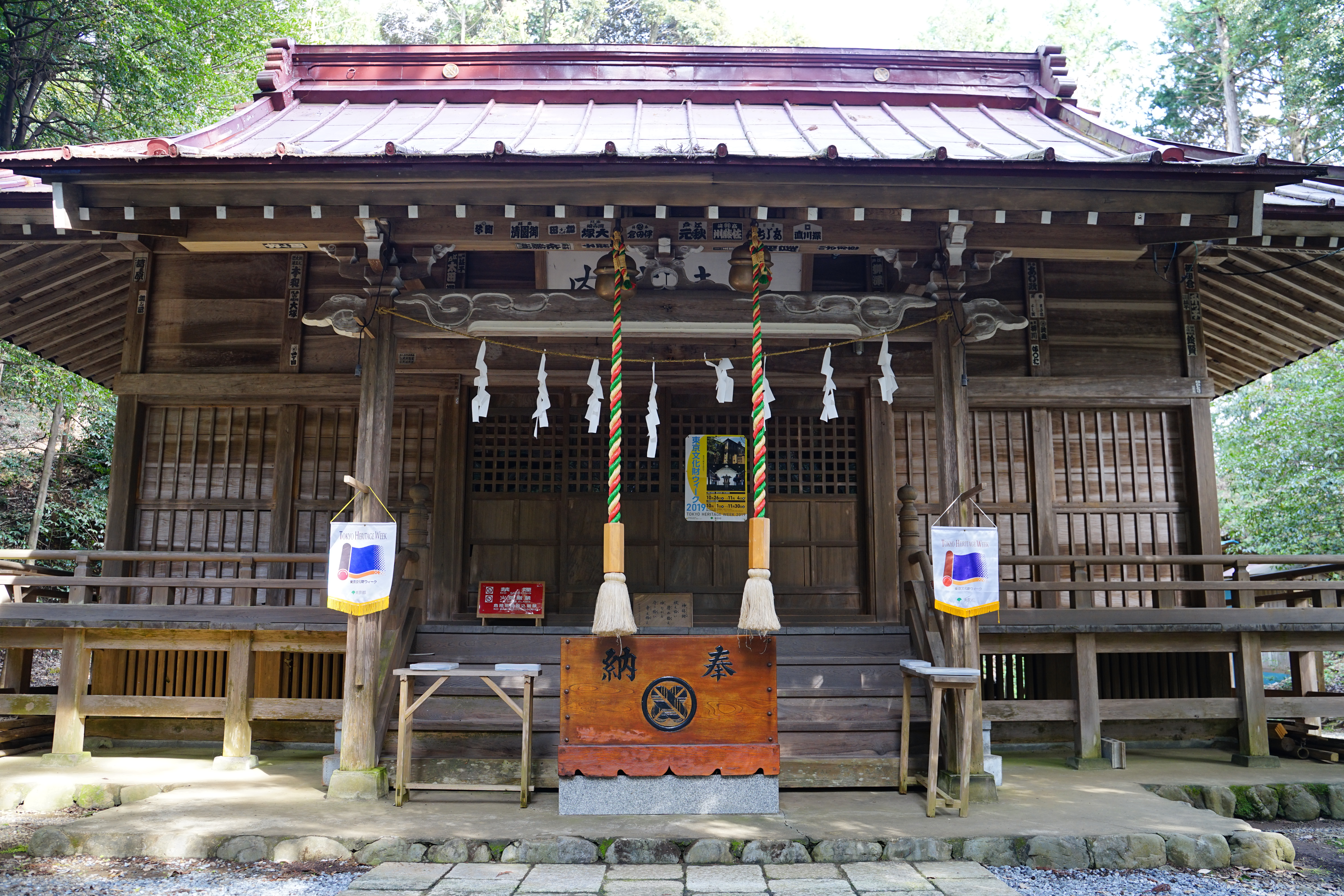
拝殿
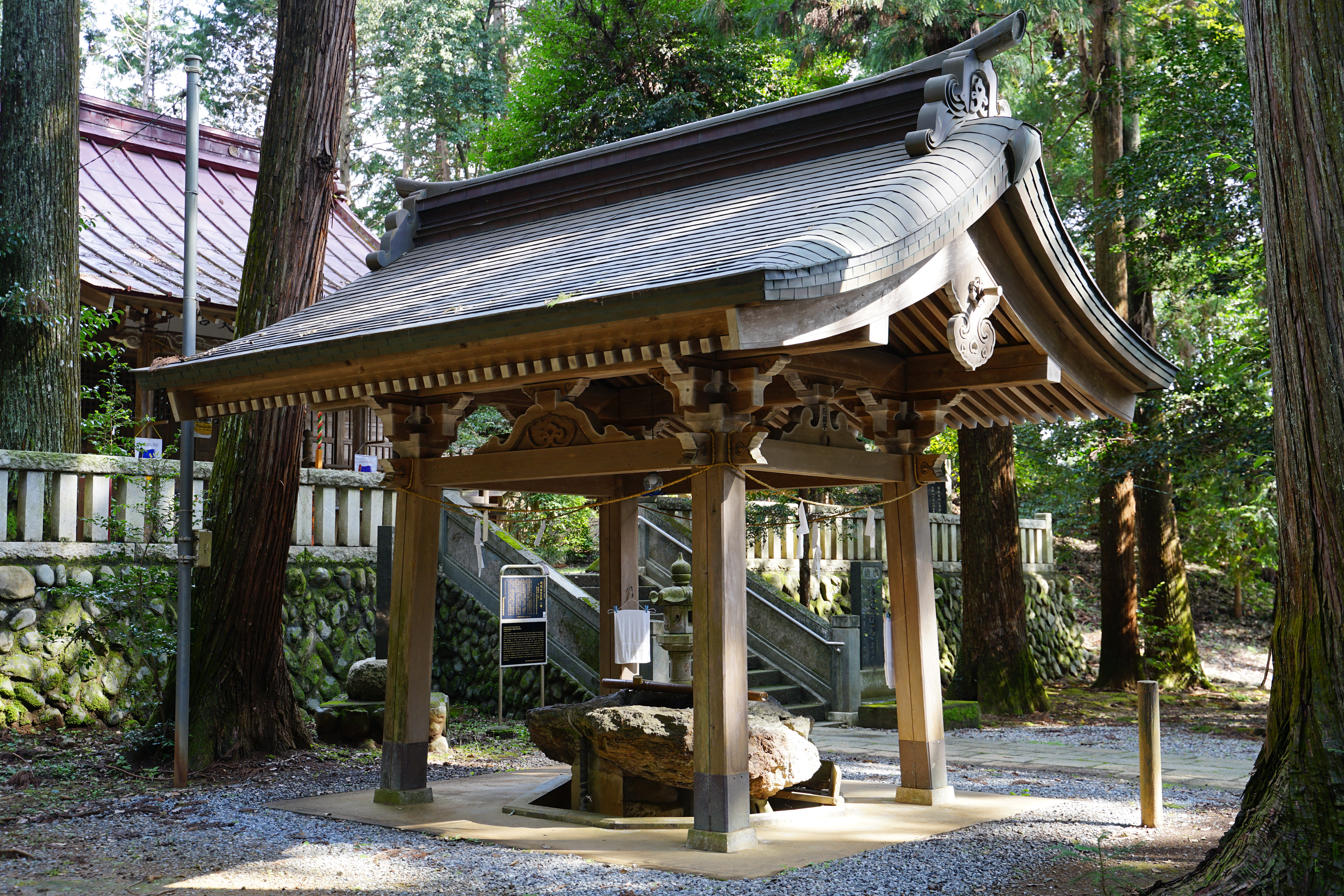
手水舎

## 例大祭
- 8月26日（御殿（おとの）入り祭）
- 8月27日（椀飯の式・高峯神社祭）
- 8月28日（お炊き上げ・例大祭・奉納相撲）

## 摂社・末社
相殿
- 八雲神社
- 諏訪神社

末社

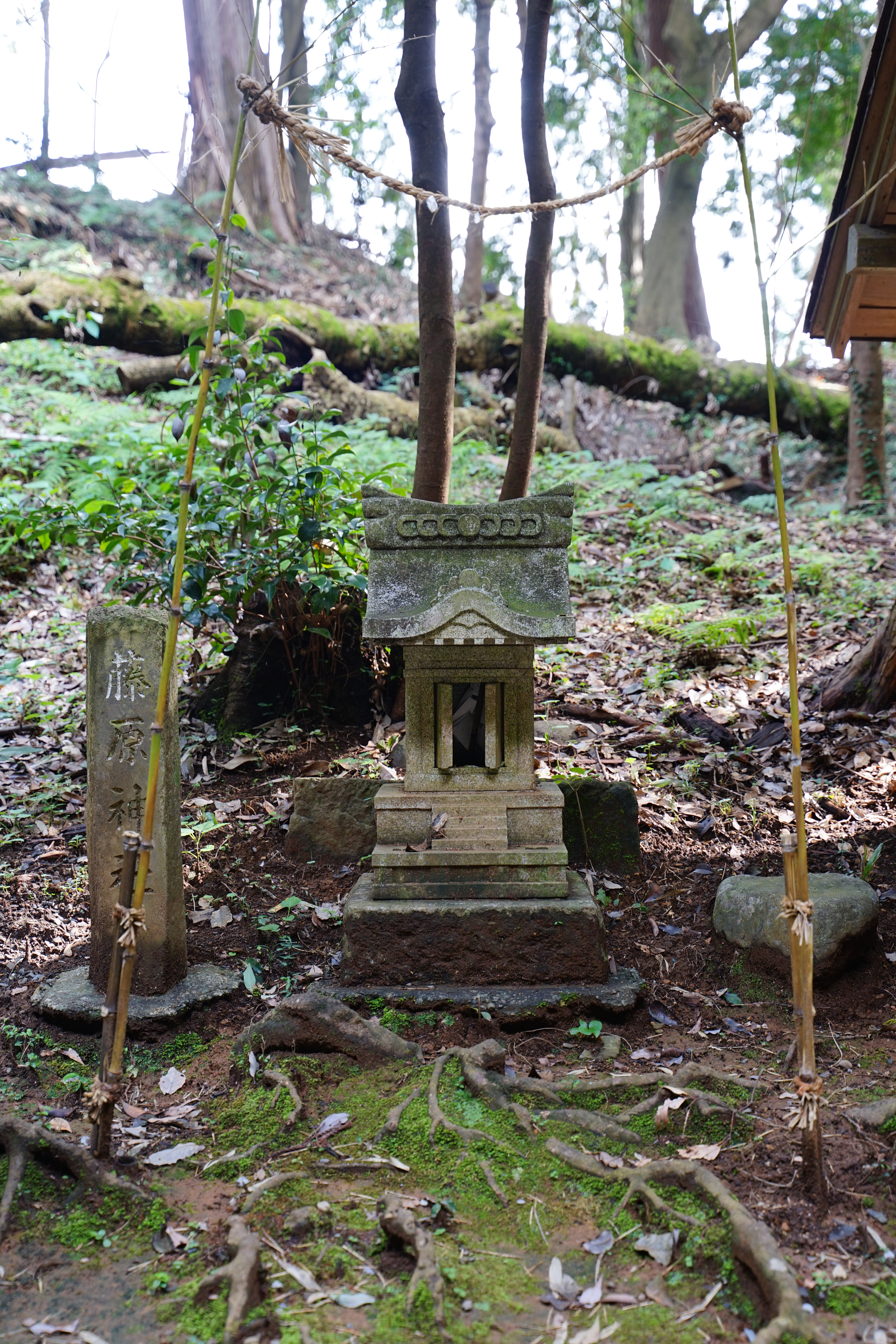
藤原神社
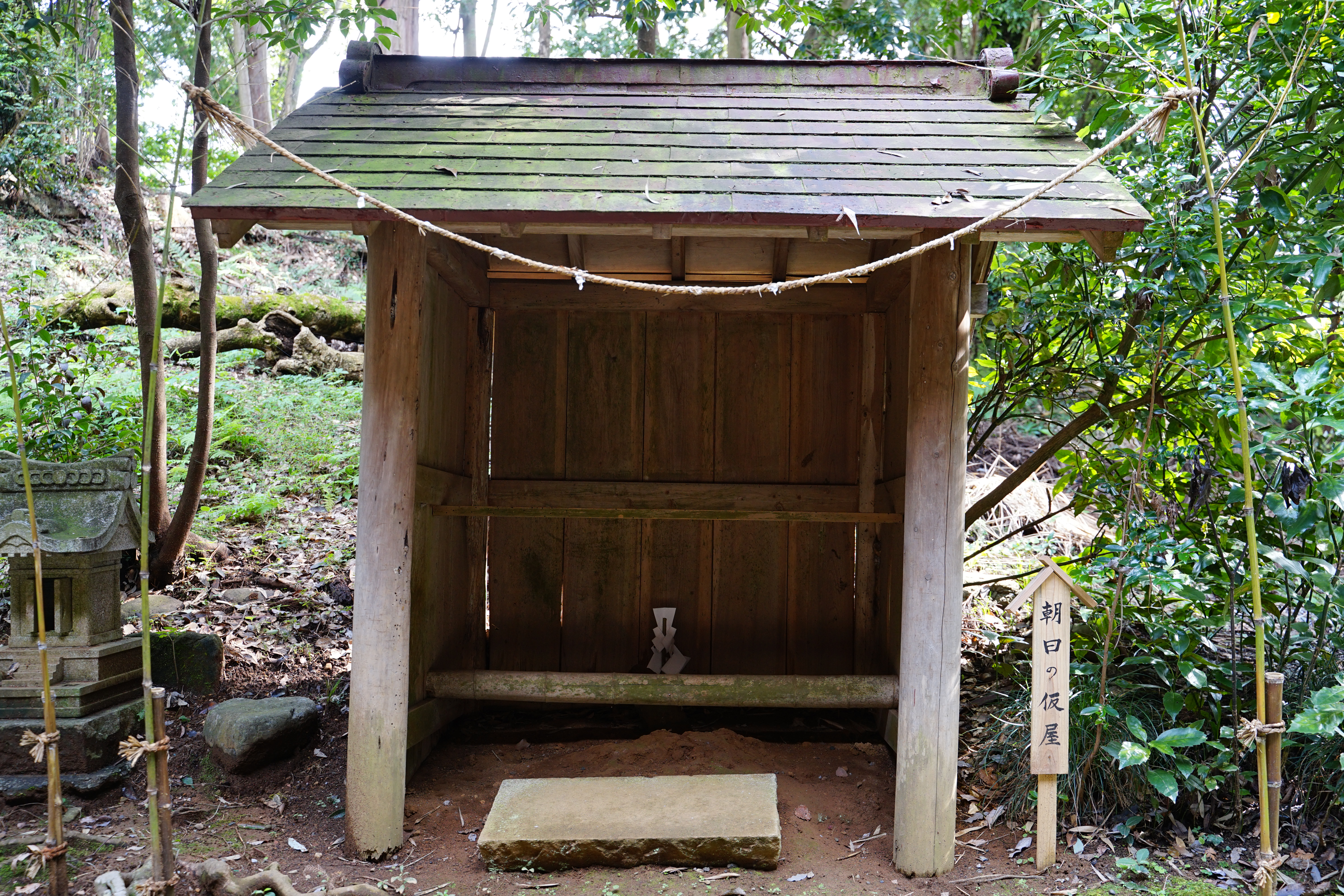
朝日の仮屋
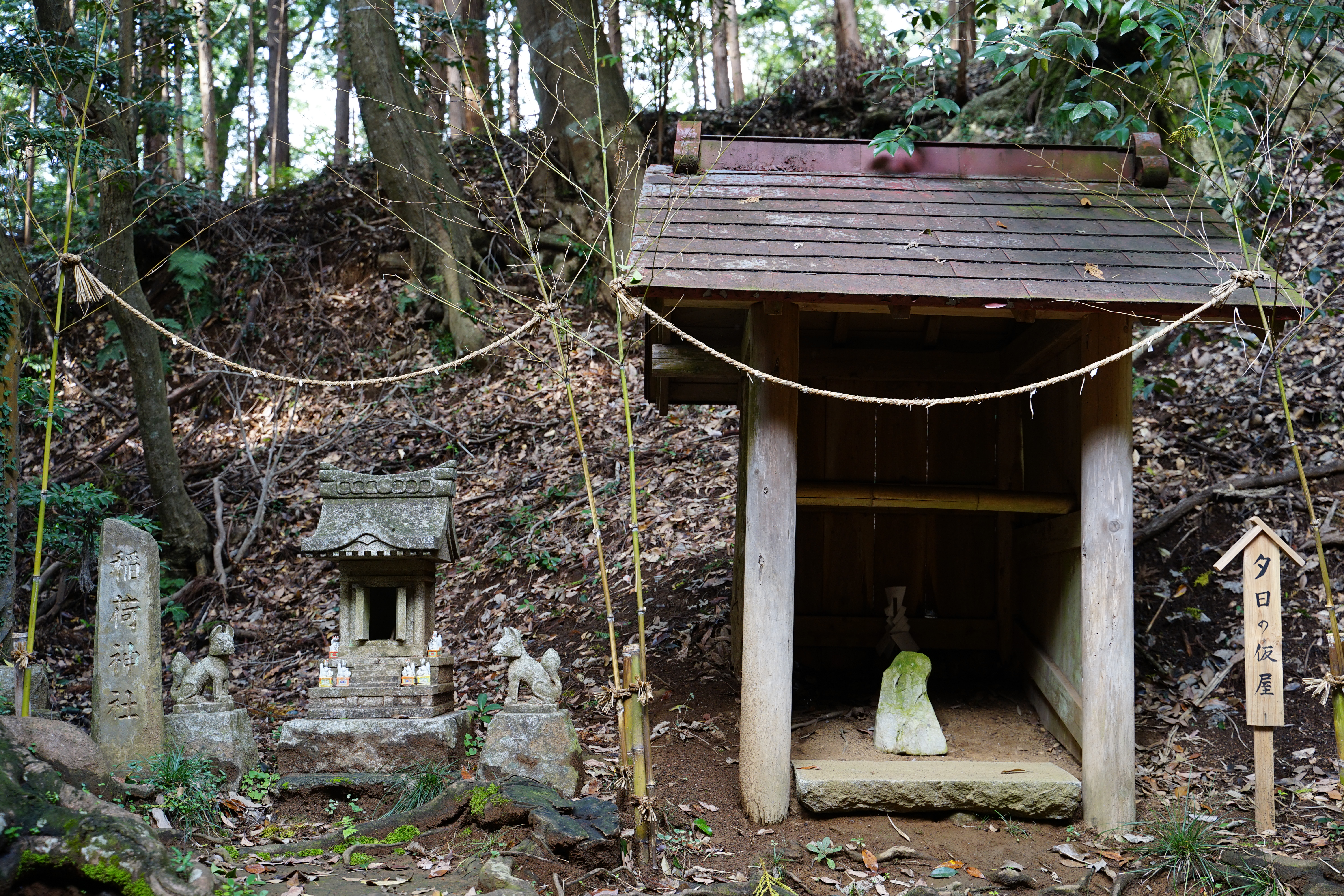
稲荷神社と夕日の仮屋

天慶年間（938年～947年）に源経基が諏訪上下神とと同時に勧請した。御祭神は倉稲魂命。
- 稲荷神社

天正年間（1573年～1593年）に藤原右衛門太夫が勧請した。勧請した時は西の相殿に祀られていたが、現在は虎柏神社の社殿の外に祀られている。御祭神は天児屋根命。
- 藤原神社
- 朝日の仮屋
- 稲荷神社と夕日の仮屋

境外社
- 高峯神社

天慶年間（938年～947年）に源経基が諏訪上下神とと同時に勧請した。江戸時代は虎柏神社の相殿に祀られていたが、現在は虎柏神社の社殿の外に祀られている。御祭神は味耜高彦根命。

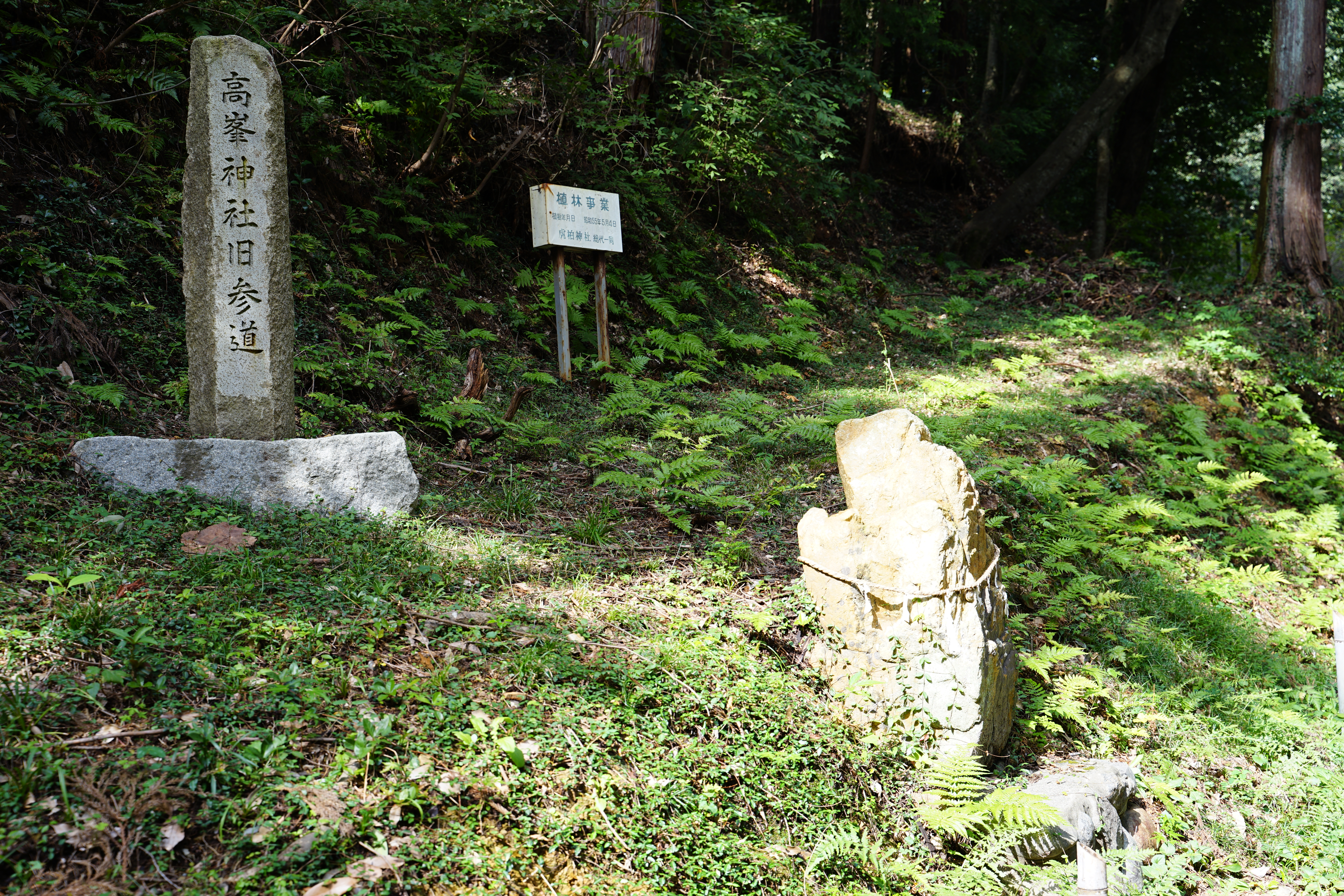
高峯神社の旧参道
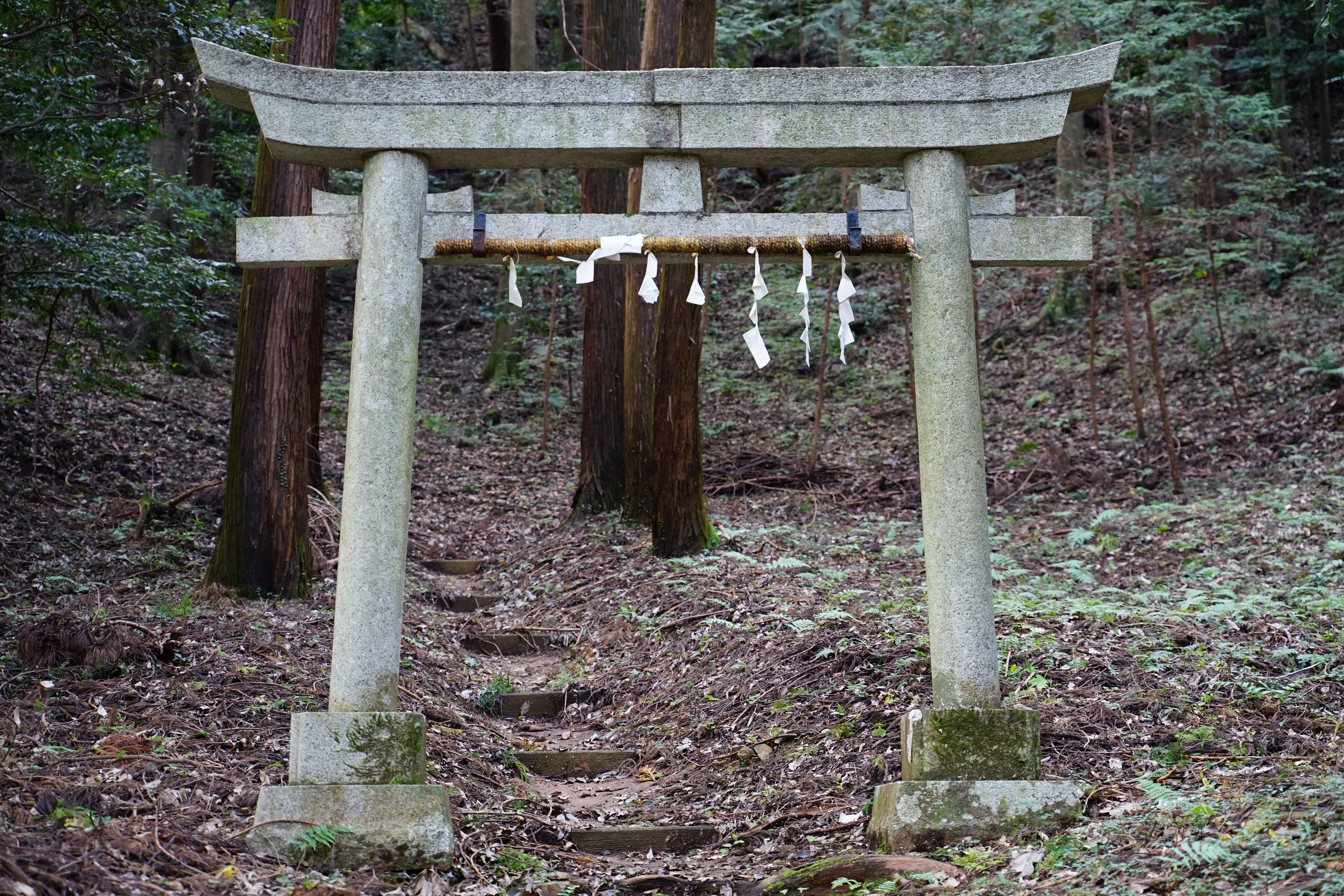
高峯神社の鳥居
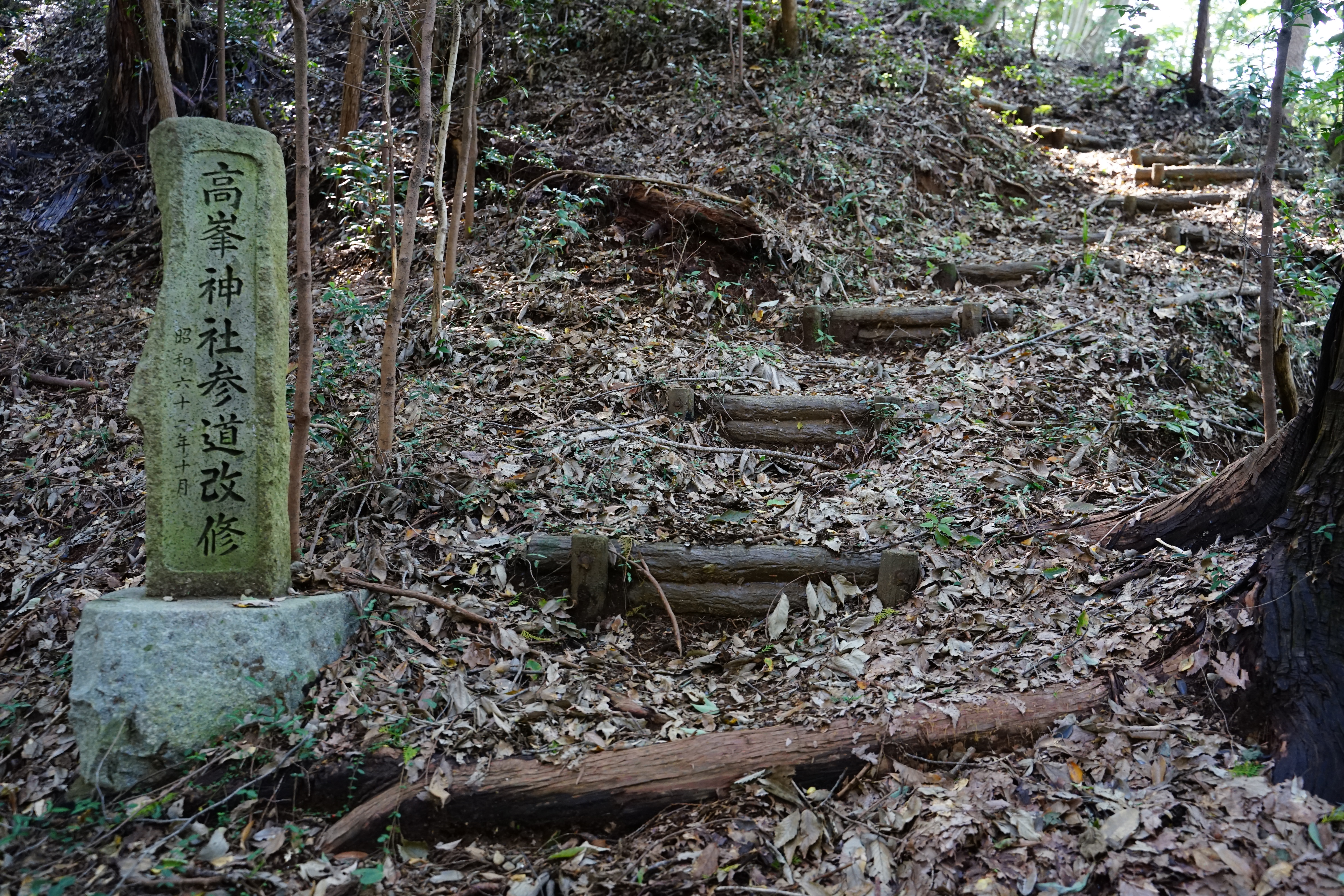
高峯神社の現在の参道
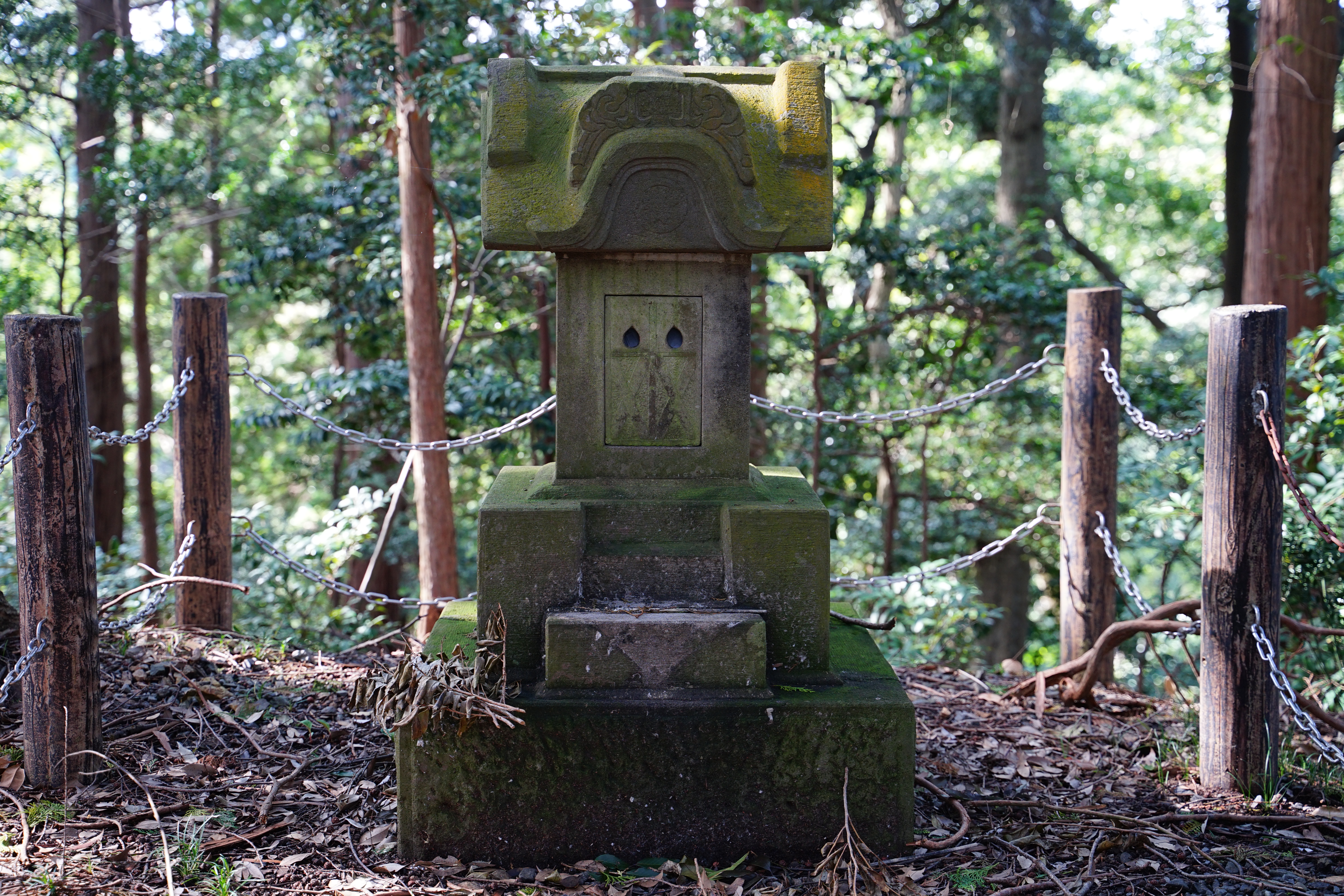
高峯神社の石祠

## 文化財
- 都指定有形文化財（建造物）
  - 本殿（附・棟札1枚）[1]
- 都指定史跡
  - 虎柏神社境域（附・虎柏神社境域関係資料2点）[3]
- 都指定無形民俗文化財（風俗慣習）
  - 虎柏神社の祭礼行事（附・行事関係記録231点）[4]

## 交通
- 青梅線、東青梅駅から徒歩20分
- 同駅から成木方面行き都営バス、「諏訪神社」下車